# 22ª edizione dei Directors Guild of America Award
La 22ª edizione dei Directors Guild of America Award si è tenuta nel corso del 1970 e ha premiato il migliore regista cinematografico e televisivo del 1969.

## Cinema
- John Schlesinger – Un uomo da marciapiede (Midnight Cowboy)
- Richard Attenborough – Oh, che bella guerra! (Oh! What a Lovely War)
- Costa-Gavras – Z - L'orgia del potere (Z)
- George Roy Hill – Butch Cassidy (Butch Cassidy and the Sundance Kid)
- Dennis Hopper – Easy Rider
- Gene Kelly – Hello, Dolly!
- Sam Peckinpah – Il mucchio selvaggio (The Wild Bunch)
- Larry Peerce – La ragazza di Tony (Goodbye, Columbus)
- Sydney Pollack – Non si uccidono così anche i cavalli? (They Shoot Horses, Don't They?)
- Haskell Wexler – America, America, dove vai? (Medium Cool)

## Televisione
- Fielder Cook – Hallmark Hall of Fame per l'episodio Teacher, Teacher
- Joel Banow – Diretta per la CBS della prima passeggiata sulla Luna di Neil Armstrong
- Paul Bogart – CBS Playhouse per l'episodio Shadow Game
- Gower Champion – An Evening with Julie Andrews and Harry Belafonte
- William Graham – CBS Playhouse per l'episodio Sadbird
- Marty Pasetta – The H. Andrew Williams Magic Lantern Show
- Daniel Petrie – Silent Night, Lonely Night
- Boris Sagal – Destiny of a Spy
- George Schaefer – Hallmark Hall of Fame per l'episodio The File on Devlin
- Gordon Wiles – Rowan & Martin's Laugh-In

## Premi speciali

### Premio D.W. Griffith
- Fred Zinnemann